# Торы (село)
То́ры (бур. Тоор) — село в Тункинском районе Бурятии. Административный центр сельского поселения «Торы».

## География
Расположено на 53-м километре Тункинского тракта, в 65 км восточнее районного центра, села Кырен, на правом берегу Иркута, в Торской впадине.

## Население
| 2002 | 2010 |
| ---- | ---- |
| 989  | ↘876 |

## Известные люди
- Найдаков, Василий Цыренович — (1909—1997) — советский бурятский учёный-филолог, организатор науки, доктор филологических наук (1980), профессор, театровед, литературный критик, директор Бурятского института общественных наук СО АН СССР (1980—1997). Член Союза писателей России и Бурятии. Специалист в области истории бурятской и монгольской литературы и театра, теории литературных народов РФ. Действительный член Петровской академии наук и искусств (1993).[3].

- Юбухаев, Жорж Долгорович (1950—2015) — бурятский поэт, Лауреат премии Ленинского комсомола Бурятии, заслуженный работник культуры Бурятии, член Союза писателей СССР и России[4].